# Richia obelisca
Richia obelisca är en fjärilsart som beskrevs av Druce. Richia obelisca ingår i släktet Richia och familjen nattflyn. Inga underarter finns listade.